# 水谷海越
水谷 海越 （みずたに かいえつ  1951年 - ）は日本の書家。以前は、陽翠の号で活動していた。

## 概要
二源会の会長を務めており、毎年春に書展を開催している。過去には陽華会の会長を務めていた。
また、後進の育成にも力をいれており、愛知県名古屋市の郷導文化学院を主宰しているほか、天白高校でも講師を29年勤めた。

## 役職
- 郷導文化学院 主宰
- 二源会 会長
- 毎日書道展
  - 審査会員
- (財)独立書人団
  - 審査会員
  - 愛知県独立書人団 代表
- 中部日本書道会
  - 理事
  - 一課審査会員
- 日本の書展
  - 招待作家
- 書法検定誌「書心」 主幹